# Garrodia
Garrodia is een geslacht van vogels uit de familie zuidelijke stormvogeltjes.  De wetenschappelijke naam is door William Alexander Forbes in 1881 gepubliceerd en was een eerbetoon aan wijlen zijn collega, de Britse dierkundige Alfred Henry Garrod (1846 – 1879).
Er is één soort:
- Garrodia nereis – Grijsrugstormvogeltje